# Victor Williams
Victor L. Williams (n. 19 septembrie 1970, New York City, New York, SUA) este un actor american. Acesta este cunoscut pentru rolul lui Deacon Palmer, cel mai bun prieten al lui Doug Heffernan⁠(d) (Kevin James), în Trăsniții din Queens. De asemenea, a mai apărut în alte seriale de succes precum Brigada Omucideri⁠(d) , Lege și ordine⁠(d) , Spitalul de urgență , New York Undercover⁠(d), Girlfriends⁠(d) , Fringe și The Jamie Foxx Show⁠(d). În 2012, Williams a apărut în reclamele companiei Verizon Fios⁠(d).

## Biografie
Williams s-a născut în Brooklyn, New York. A urmat Liceul Midwood⁠(d), unde a ajuns pe poziția de pivot mic⁠(d) în echipa de baschet a școlii datorită înălțimii sale de 1.97 metri. Și-a continuat studiile la Universitatea Binghamton⁠(d) din nordul statului New York⁠(d). A obținut o diplomă de master în arte frumoase⁠(d), specializarea actorie, la Școala de Arte Tisch⁠(d) din cadrul New York University.

## Filmografie

### Film
| An   | Titlu                                    | Rol                | Note                |
| ---- | ---------------------------------------- | ------------------ | ------------------- |
| 1984 | Boggy Creek II: And the Legend Continues | Little Creature    |                     |
| 1984 | Beat Street                              | Onlooker           |                     |
| 1996 | The Preacher's Wife                      | Robbie             |                     |
| 1997 | Cop Land                                 | Russell            |                     |
| 1997 | A Brooklyn State of Mind                 | Black Man          |                     |
| 1999 | Graham's Diner                           | -                  |                     |
| 1999 | Disaster Video                           | Security Guard     | Scurtmetraj         |
| 2001 | Me & Mrs. Jones                          | Jersey             |                     |
| 2003 | With or Without You                      | Kenneth            |                     |
| 2003 | The Animatrix                            | Dan (voce)         | Video               |
| 2003 | World Record                             | Dan (voce)         | Scurtmetraj         |
| 2004 | First Breath                             | Eddie              | Scurtmetraj         |
| 2005 | Bewitched                                | Police Officer     |                     |
| 2005 | The Toy Warrior                          | Voice              |                     |
| 2006 | Traci Townsend                           | Darrell            |                     |
| 2007 | A New Tomorrow                           | Joby / Interviewer |                     |
| 2008 | Tomorrow Never Knows                     | Kevin              | Scurtmetraj         |
| 2009 | Lenox Avenue                             | Dallas Kirkland    |                     |
| 2009 | Release                                  | Reggie             | Scurtmetraj         |
| 2009 | Dream State                              | Dr. Forsythe       | Scurtmetraj         |
| 2010 | Notes on Being Young                     | Dr. Christenfeld   | Scurtmetraj         |
| 2011 | Kissed by the Devil                      | Jordan King        | Scurtmetraj         |
| 2012 | Single Hills                             | Rob Francis        |                     |
| 2012 | It's Just Funny I'm Saying               | Don Jaun           | Film de televiziune |
| 2013 | Home                                     | Hamilton           |                     |
| 2013 | 80/20                                    | Vic                |                     |
| 2014 | Hungry Hearts                            | Social Worker      |                     |
| 2015 | I'll Text You                            | -                  | Scurtmetraj         |
| 2016 | Saturday in the Park                     | Henry              |                     |
| 2017 | Trouble                                  | Ray                |                     |
| 2017 | November Criminals                       | Mr. Broadus        |                     |
| 2018 | The Land of Steady Habits                | Howard             |                     |
| 2018 | Jewtah                                   | Lone Man           |                     |

### Televiziune
| An      | Film                         | Rol                                       | Note                                                   |
| ------- | ---------------------------- | ----------------------------------------- | ------------------------------------------------------ |
| 1996    | Homicide: Life on the Street | Ishmael Al-Hadj                           | Episodul: "Scene of the Crime"                         |
| 1997    | Law & Order                  | Uniform Policeman Wilson                  | Episodul: "Legacy"                                     |
| 1997    | New York Undercover          | Freddie James                             | Episodul: "The Solomon Papers"                         |
| 1997    | Profiler                     | Det. Beckley                              | Episodul: "Blue Highway"                               |
| 1998    | The Jamie Foxx Show          | Leon                                      | Episodul: "Soul Mate to Cellmate"                      |
| 1998-01 | ER                           | Roger McGrath                             | Rol secundar: Sezonul 4, Rol episodic: Sezoanele 5 & 7 |
| 1998-07 | The King of Queens           | Deacon Palmer                             | Rol secundar: Sezonul 1, Rol principal: Sezoanele 2-9  |
| 2000    | The Practice                 | Officer Craig Armstrong                   | Episodul: "Blowing Smoke"                              |
| 2003    | Justice League               | Snooty British Director/Lieutenant (voce) | Episodul: "Eclipsed"                                   |
| 2005    | Love, Inc.                   | Marcus                                    | Episodul: "Pilot"                                      |
| 2008    | Girlfriends                  | Mr. Hines                                 | Episodul: "Stand and Deliver"                          |
| 2009    | Flight of the Conchords      | Police Officer West                       | Rol secundar: Sezonul 2                                |
| 2009    | Fringe                       | Phil                                      | Episodul: "Inner Child"                                |
| 2010    | Mercy                        | Robert Mercer                             | Episodul: "I Saw This Pig and I Thought of You"        |
| 2010    | Blue Bloods                  | Oliver                                    | Episodul: "Samaritan"                                  |
| 2012    | Delocated                    | Friend                                    | Episodul: "Friend"                                     |
| 2012    | NYC 22                       | Sgt. Michael Conrad                       | Rol secundar                                           |
| 2013    | The Michael J. Fox Show      | Todd                                      | Episodul: "Interns"                                    |
| 2014    | The Leftovers                | Ron Jensen                                | Episodul: "Penguin One, Us Zero"                       |
| 2014    | The Good Wife                | Carter Greyson                            | Episodul: "Sticky Content"                             |
| 2014-18 | The Affair                   | Detective Jeffries                        | Rol secundar: Sezoanele 1-2 & 4                        |
| 2016    | The Blacklist                | Officer                                   | Episodul: "Susan Hargrave"                             |
| 2016    | High Maintenance             | Mike                                      | Episodul: "Museebat"                                   |
| 2016    | People of Earth              | Assessor                                  | Rol secundar: Sezonul 1                                |
| 2017    | Sneaky Pete                  | Richard                                   | Rol secundar: Sezonul 1                                |
| 2017    | Madam Secretary              | Anthony Colvert                           | Episodul: "Minefield"                                  |
| 2018    | Elementary                   | Jon Hoyt                                  | Episodul: "The Worms Crawl in, the Worms Crawl Out"    |
| 2018    | The Sinner                   | D.A. Hutchinson                           | Rol secundar: Sezonul 2                                |
| 2018-19 | Happy Together               | Gerald                                    | Rol principal                                          |
| 2018-21 | Bull                         | AUSA Rosenberg                            | Rol secundar: Sezonul 2, Rol episodic: Sezonul 5       |
| 2020    | The Neighborhood             | Pastor Don                                | Episodul: "Welcome to the New Pastor"                  |
| 2020    | Hunters                      | Detective Kennedy Groton                  | Rol secundar                                           |
| 2020    | The Good Lord Bird           | Coachman Jim                              | Rol secundar                                           |
| 2021    | FBI: Most Wanted             | Special Agent Moses Reed                  | Episodul: "Chattaboogie"                               |
| 2021    | A Luv Tale: The Series       | Preston/George                            | Rol secundar                                           |
| 2022    | The Righteous Gemstones      | Makawon Butterfield                       | Episodul: "I Speak in the Tongues of Men and Angels"   |
| TBA     | Justified: City Primeval     | Wendell                                   |                                                        |